# ریچارد بری (نوازنده)
ریچارد بری (انگلیسی: Richard Berry؛ ۱۱ آوریل ۱۹۳۵، extension, لوئیزیانا، ایالات متحده آمریکا – ۲۳ ژانویهٔ ۱۹۹۷) یک موسیقی‌دان اهل ایالات متحده آمریکا بود.